# Marta Kutas
Marta Kutas (* 2. September 1949 in Ungarn) ist eine ungarische Kognitions- und Neurowissenschaftlerin.
Kutas ist eine Professorin mit Lehrstuhl für Kognitionswissenschaft und Privatdozentin für Neurowissenschaften an der University of California, San Diego (UCSD). Sie leitet darüber hinaus das dortige Zentrum für Sprachforschung.
In einer der ersten Studien auf dem Gebiet der heutigen Neurolinguistik entdeckte Kutas zusammen mit ihrem Kollegen Steven Hillyard an der Universität von Kalifornien in Diego 1980 die kortikale Reizantwort N400, ein ereigniskorreliertes Potential (ERP), das typischerweise durch unerwartete sprachliche Reize hervorgerufen wird. So zeigte sich etwa eine starke negative Welle nach dem Lesen von in ihrem Kontext vom Erwarteten semantisch abweichenden Wörtern.

## Werdegang
1971 erhielt Kutas einen Bachelor of Arts vom Oberlin College, 1974 einen Master und 1977 einen Doktortitel (Ph.D.) von der University of Illinois, Urbana-Champaign, und 1980 schloss sie ihr Postdoc-Forschungsstipendium an der University of California, San Diego ab. Anschließend nahm sie eine Stelle als Neurowissenschaftlerin am Department of Neurosciences der UCSD an, wo sie seit dessen Gründung 1988 Mitglied des Department of Cognitive Science war. 2018 wurde Kutas in die American Academy of Arts and Sciences gewählt.